# Juan José Vejarano
Juan José Vejarano González (Bogotá, 5 de mayo de 1946-Bogotá, 22 de junio de 2021) fue un realizador de cine y director de fotografía colombiano. Comenzó su trayectoria en el cine desde su adolescencia y trabajó con directores como Luis Ospina y Carlos Mayolo.

## Primeros años
De padre tolimense y madre bogotana que se conocieron en el conservatorio de música de Ibagué. Su abuelo materno fue un ingeniero civil responsable, entre otras importantes, del Teatro Faenza. Su abuela paterna fue la directora del colegio de varones de Armero.
Juan José no conoció a su padre durante los primeros años de su vida ya que él tuvo que vivir asilado en una finca en el Valle del Cauca. Siete años después de su nacimiento, al llegar al poder el general Gustavo Rojas Pinilla, y declararse la amnistía su padre pudo volver a Bogotá, pero cinco años después su madre murió. Cuando tenía 16 años su padre murió, dejándole una herencia no muy abundante administrada por un curador. Juan José hizo un semestre de arquitectura en la Universidad de los Andes pero se retiró al darse cuenta de que esa no era su vocación. Desde el colegio se interesó por el teatro e iba como asistente en horario nocturno a la Escuela de Bellas Artes a estudiar dibujo y escultura. Al salir de la universidad se dedicó enteramente al teatro. Su primer acercamiento al cine, fue durante sus estudios en la Escuela de Bellas Artes, cuando Jorge Pinto, realizó un documental sobre dicha Escuela. Tiempo después en un encuentro con su amigo de la infancia Carlos Sánchez Méndez, hermano de Pepe Sánchez, fue invitado a participar en el rodaje de un cortometraje llamado Chichigua que Pepe estaba realizando en la Calle 26, la cual en ese momento estaba en obra y era el refugio de decenas de niños mendigos. Y cargando cables y trípodes realizó su primer trabajo en el cine. Gracias a la influencia de Pepe y con lo que le quedaba de la herencia de su padre, emprendió el viaje a Europa para estudiar Cine.

## Viaje a Europa
En diciembre de 1963 Juan José se embarcó en un viaje de 17 días desde Cartagena hasta Barcelona en un barco de la Compañía Trasatlántica Española. El 7 de enero arribó a Madrid a la casa de un tío que le brindó hospedaje durante todo el invierno. Durante ese lapso tuvo la oportunidad de tomar cursos libres de arte español. Para sobrevivir, pintaba letreros de diferentes establecimientos comerciales, incluido uno sobre la Muralla Centenaria en la entrada de la Plaza Mayor de Madrid de un bar llamado "Las Rejas". También fue contratado para pintar varios stands en la feria España 64, 25 años de paz, en donde conoció a un joven gitano que lo llevó a recorrer en la carreta de su familia la costa de Andalucía, desde Sevilla hasta Málaga, no sin antes acompañarlo a Vejer de la frontera ya que Juan José deseaba conocer el pueblo de donde venía su apellido (originalmente Vejerano). Luego decidió viajar a San Sebastián, al festival de cine, lugar al que llegó por medio de autoestop. Una vez allí sin dinero para entrar a ningún evento usó, un carné de prensa que le había dado un amigo el cual tenía una revista cultural en Bogotá, con el cual logró entrar y llegar a la oficina de prensa del festival y con la excusa de ser un estudiante de cine consiguió una entrada para la inauguración y otra para el Hotel Victoria, en donde se hospedaban todos los artistas. El presidente del jurado de ese año en el festival era Cantinflas, Juan José con su credencial obtenida días atrás logró una "entrevista" con el reconocido actor y director de cine. En la "entrevista" le reveló que no era estudiante actualmente y no trabajaba para una revista, su único deseo era conocerlo antes de comenzar a estudiar y agradecerle por lo que había hecho por el cine. Cantinflas le regaló entradas para algunas funciones del festival y 20 dólares. Al terminar el festival, de nuevo por medio de autoestop llegó a París en donde logró conseguir 4 días de hospedaje en la Misión Española, para su fortuna uno de esos días llegó a la misión la señora Alegría de Beracasa, mecenas y miembro de una familia muy prestante de Venezuela, en busca de alguien que pintara su casa mientras viajaba de vacaciones a Venezuela, Juan José y un obrero español recién emigrado, se encargaron de la tarea y tuvieron vivienda y comida durante un mes en la Avenue Foch uno de los sectores más exclusivos de París. Al regresar la señora Alegría y su familia Juan José siguió viviendo en su casa 3 meses más, trabajando en la reorganización de la biblioteca y la colección de arte precolombino de don Carlos Beracasa, mientras seguía un curso intensivo de francés que doña Alegría, conmovida por la juventud (apenas 17 años y medio)de Juan José, le costeó en la Alliance Française.

## Estudios en cine
Después de dicho incidente decidió comenzar sus estudios en dirección de fotografía en el Lycée Technique d'état de photographie et  cinématographie, 85, Rue de Vaugirard  hoy "École Nationale Supérieure Louis Lumière", sin embargo le exigían un nivel determinado en el idioma francés que todavía no poseía, gracias a su amistad con el físico colombiano Regino Martínez-Chavanz quien en ese momento estudiaba física teórica en la La Soborna, se enteró de que en dicha universidad dictaban cursos gratis de francés para extranjeros, durante 10 meses aprendió el idioma con profesores de altísima calidad y con un muy buen nivel de francés se presentó por segunda vez a la Escuela Louis Lumière, siendo rechazado de nuevo, esta vez por necesitar un bachillerato francés-matemáticas para poder ingresar. Su amigo Regino, le tendió la mano y se ofreció a ser su profesor de matemáticas por un período que llegó a extenderse a un año de clases de 6 a. m. a 8 a. m. con el resultado de la admisión de Juan José a la Escuela Louis Lumière. Al llegar su cumpleaños número 21 sus amigos le hicieron una celebración de tal magnitud que al terminar tuvo que someterse a un tratamiento médico que duró 90 días. Como consecuencia de esto no pudo presentar ni el trabajo ni los exámenes finales en la Escuela y perdió el cupo. Al recuperarse volvió a estudiar, esta vez en el Conservatorio Libre del Cine Francés en el cual estudió Realización Cinematográfica y los oficios del cine: asistencia de dirección, script, montaje y sonido.

## Experiencia
Al terminar sus estudios en el Conservatorio Libre del Cine Francés, llegaron las revueltas de mayo de 1968 en Francia en las que, como muchos otros jóvenes cineastas y estudiantes de cine filmó los acontecimientos para que luego fueran recogidos en un "banco cinematográfico" creado por  Chris Marker y Joris Ivens quienes realizaron con ese material múltiples crónicas y documentales. Decepcionado por el fracaso del movimiento, volvió a Colombia en donde estaba todo por hacer en materia audiovisual. Al llegar a Bogotá se contactó con su albacea, quien le recomendó ir a la oficina de Guillermo Angulo, en donde conoció al realizador Carlos Mayolo, quien se encontraba trabajando en "Cora Films", empresa dedicada a los comerciales para salas de cine. Trabajó un tiempo asistiendo a Mayolo en los comerciales, tiempo después viajaron a Cali a grabar el documental El basuro, proyecto que nunca vio la luz pues el material se perdió en un envío a un laboratorio de revelado. Fue jefe del departamento de cine en R.T.I. Televisión, Por medio de Mayolo conoció a Luis Ospina, quien fue el montador de su película Atrapados y con quien años más tarde colaboró en el falso documental Un tigre de papel. Montó una empresa dedicada a hacer comerciales, llamada Clap Cinematografía con Jaime Osorio Gómez. Trabajó en publicidad, en comerciales de televisión, asistente de dirección de varias producciones extranjeras, entre las que cuales figuran Holocausto caníbal, Contamination, producciones italianas y Los cuentos de Sommerset Mauhan para la tv alemana. Con la aparición de FOCINE realizó dos mediometrajes: Atrapados y Debajo de las estrellas, trabajó en varias telenovelas como asistente de Dirección y script en Caracol Televisión, para Jorge Barón Televisión Dirigió algunos programas de ficción.

## Filmografía
- Par exemple xx (Guion, Dirección, Cámara) (1966)
- Maigret (2º Asistente de Dirección) (1967)
- La savetière prodigieuse (1.er Asistente de Dirección) (1968)
- Dodo, Metro, Boulot, M... (Guion, Dirección, Cámara) (1968)
- Le neveu de Rameau (Asistente de Dirección) (1969)
- ¡Miren! (Coodirección, Cámara) (1972)
- Caso Juzgado (Dir. de Fotografía, Cámara) (1973)
- Archivo histórico (Montaje) (1974)
- Chile no se rinde ¡carajo! (Guion, Dirección, Cámara) (1975)
- Canaguaro (Asistente de Dirección) (1978)
- Fuente de vida (Guion, Dirección, Cámara) (1979)
- Holocausto caníbal (2ºAsist.Dirección-Script) (1980)
- Cuentos de Sommerset Mauhan (1.er Asistente de Dirección) (1981)
- Contamination (2º Asistente de Dirección) (1981)
- La mala hierba (Supervisor de Continuidad "Script") (1982)
- Las voces del silencio (Director Asistente) (1983)
- Flor de fango	(Director Asistente) (1983)
- Caracol en la tierra (Guion, Dirección, Cámara) (1984)
- Atrapados (Cooguión, Dirección) (1985)
- Debajo de las estrellas (Guion, Dirección) (1986)
- Amor, mujeres y flores (Dir. de fotografía, Cámara) (1987)
- Nacer de nuevo (Dir. de Fotografía, Cámara)(1987)
- El derecho de amar (Dirección de Fotografía) (1988)
- Te amo Valeria (Dirección de Fotografía) (1988)
- Corazón con partido (Dirección,  Dir. de fotografía,Montaje) (1989)
- Encontrémonos (Dirección,  Dir. de fotografía,Montaje) (1989)
- Un potro azul(Jacinto Jaramillo)(Guion, Fotografía, Dirección,Montaje) (1990)
- Escalona (Dir. Asistente / Director 2.ª Unidad) (1991-1992)
- Corín tellado	(Dirección) (1993)
- Amorosamente (Dirección) (1993)
- Agendas ambientales locales	(Dirección,  Dir. de fotografía,Montaje) (1994)
- Mujeres y cultivos de peces (Codirección,  Dir. de fotografía,Montaje) (1995)
- Adorables enemigos (Dirección, Montaje) (1996-1997)
- Balada del buen mirar	(Dirección, Montaje) (1998)
- Acto por acto	(Dirección General, Montaje) (1998-1999)
- Cápsulas del milenio (Fotografía, Dirección, Montaje) (2000)
- Historias del ambiente (Guion, Dirección,Fotografía,Montaje) (2008)

## Premios
| Festival                      | Categoría                  | Persona/película        | Resultado |
| ----------------------------- | -------------------------- | ----------------------- | --------- |
| Festival de cine de Bogotá    | Mejor dirección            | Atrapados               | Ganador   |
| Festival de cine de Bogotá    | Mejor actriz               | Constanza Duque         | Ganador   |
| Festival de cine de Cartagena | Mención especial           | Atrapados               | Ganador   |
| Festival de cine de Bogotá    | Premio especial del jurado | Debajo de las estrellas | Ganador   |
| Festival de cine de Bogotá    | Mejor actriz               | Alejandra Borrero       | Ganador   |